# Newstyle
Newstyle je pravac u glazbi koji se razvio krajem 90-tih 20. st. kao žanr elektronske glazbe na hardcore sceni kako bi kvalitetom nadmašio popularno zvan oldschool zvuk (cca. 130-160 bpm) početkom 90-tih pažljivijim odabirom melodija, brzina u bpm-ima (Beats per Minute), kreiranju vokala itsl. te s obzirom na novinu ovog glazbenog pravca, još uvijek se, naravno, razvija. Kraj 1997. i, također ne tako davna, 1998. smatraju se počecima Newstyle zvuka s postepenim naglaskom na veće brzine (cca. 150-180 bpm). Iako je europski zvuk dominirao svojom žestinom, posebice u Nizozemskoj, Belgiji i Njemačkoj, newstyle se često uklapa u mikseve s američkim hard houseom, odakle stoji podijela na Newstyle Gabber i Newstyle U.S. Hard House. 

## Obilježja glazbene produkcije
Zahtjev glazbene produkcije ima naglasak na kreativnom osmišljavanju strukture loopova umjesto dotadašnjih ponavljanja (engl. repeat) te na uređivanju uzoraka (engl. sample-ova) posebice na bassdrum sample-u po svim frekvencijama (ne samo niskim) gdje se osim metode kompresiranja, što je postala standardna metoda u hardcore elektronske glazbe, vrši promjena boje zvuka i postfilter (filter koji se dodaje naknadno) prepoznatljiv kao "blood overdrive" na većini instrumenata i software-ima za obradu zvuka. Vokali koji se ubacuju često bivaju preuzeti iz trance glazbe što se neće sviđati 'čistim' gabberima (ljubiteljima gabber glazbe) u kojoj su vokali preuzeti s horror filmova. Karakterističnim melodijama osim uzorkovanja (engl. sample-iranja), dodavani su neizostavni efekti za newstyle glazbu u početku na synthesizerima, a kasnije i software-ski.